# Варваровский район
Варваровский район (укр. Варварівський район) — бывший район Николаевской области, существовавший в 1923—1930 и 1935—1962 годах в составе Николаевского округа, Одесской и Николаевской областей.
Районный центр — смт Варваровка, располагавшееся в 4 километрах от Николаева, и ставшее позднее его микрорайоном.  Площадь территории — 1 400 км² (по состоянию на 1962 г.).

## Население
Согласно результатам переписи населения 1926 года, в районе проживало 23 149 человек, из них (в процентах к общему количеству): украинцы — 90,1, русские — 4,3, немцы — 2,9, болгары — 1, евреи и поляки — по 0,4, белорусы — 0,2, молдаване — 0,1. По другим данным — 25 991 человек.
По статистическим данным 1925 года, с учетом прироста, в первом квартале 1926 года приблизительное количество населения составляло 25 027 человек, из них — 12 896 женщин. Густота населения — 23,6 чел./км².
По данным переписи населения СССР в 1939 году численность населения района составляла 44 549 человек, из них украинцев — 28 223, русских — 2 891, белорусов — 403, узбеков — 28, немцев — 11 877, евреев — 410, болгар — 544.